# Tiefweg
Tiefweg ist ein Gemeindeteil der Großen Kreisstadt Dinkelsbühl im Landkreis Ansbach (Mittelfranken, Bayern). Tiefweg liegt in der Gemarkung Sinbronn.

## Geografie
Die Einöde liegt am Lohgraben, einem linken Zufluss der Wörnitz, und an den Tiefwegweihern, die vom Lohgraben gespeist werden. 1 km südöstlich erhebt sich der Steckenberg (509 m ü. NHN), im Osten liegen der Hammerbuck und der Rechenberg. 0,3 km westlich liegt das Waldgebiet Nieß. Eine Gemeindeverbindungsstraße führt nach Knittelsbach zur Bundesstraße 25 (1,6 km südwestlich) bzw. zur Staatsstraße 2218 (0,9 km nördlich).

## Geschichte
Die Fraisch über Tiefweg war strittig zwischen dem ansbachischen Oberamt Wassertrüdingen, dem oettingen-spielbergischen Oberamt Dürrwangen und der Reichsstadt Dinkelsbühl. Die Dorf- und Gemeindeherrschaft wurde von der Reichsstadt Dinkelsbühl beansprucht. Gegen Ende des 18. Jahrhunderts gab es 3 Anwesen. Grundherren waren das Kastenamt Wassertrüdingen (2 Güter, Abgaben gingen an die Frühmesse Sinbronn) und die Ratsamtspflege der Reichsstadt Dinkelsbühl (1 Gut). Von 1797 bis 1808 unterstand der Ort dem Justiz- und Kammeramt Wassertrüdingen.
Im Jahr 1809 wurde Tiefweg infolge des Gemeindeedikts dem Steuerdistrikt und der Ruralgemeinde Sinbronn zugewiesen. Am 1. Mai 1978 wurde Tiefweg im Zuge der Gebietsreform in Bayern nach Dinkelsbühl eingegliedert.

## Einwohnerentwicklung
| Jahr      | 001818 | 001840 | 001861 | 001871 | 001885 | 001900 | 001925 | 001950 | 001961 | 001970 | 001987 |
| Einwohner | 18     | 19     | 21     | 14     | 18     | 15     | 20     | 17     | 17     | 15     | 0      |
| Häuser    | 5      | 3      |        |        | 4      | 4      | 3      | 3      | 3      |        | 1      |
| Quelle    | [ 12 ] | [ 13 ] | [ 14 ] | [ 15 ] | [ 16 ] | [ 17 ] | [ 18 ] | [ 19 ] | [ 20 ] | [ 21 ] | [ 1 ]  |

## Religion
Der Ort ist seit der Reformation evangelisch-lutherisch geprägt und bis heute nach St. Peter (Sinbronn) gepfarrt. Die Katholiken sind nach St. Peter und Paul (Halsbach) gepfarrt.